# Fernelius (Mondkrater)
Fernelius ist ein Einschlagkrater im Süden der Mondvorderseite, südöstlich des Mare Nubium, nordwestlich des Kraters Stöfler, dessen Rand er berührt, und südwestlich von Kaiser.
Der Kraterrand ist erodiert und wird im Westen von dem Nebenkrater Fernelius A überlagert, das Innere ist weitgehend eben.
| Buchstabe | Position          | Durchmesser | Link |
| --------- | ----------------- | ----------- | ---- |
| A         | 38,4° S, 3,41° O  | 30 km       |      |
| B         | 37,49° S, 4,05° O | 9 km        |      |
| C         | 38,94° S, 4,32° O | 7 km        |      |
| D         | 38,29° S, 6,07° O | 8 km        |      |
| E         | 38,43° S, 6,49° O | 6 km        |      |

Der Krater wurde 1935 von der IAU nach dem französischen Arzt und Astronomen Jean François Fernel offiziell benannt.